# Денипер
Денипер (фр. Denipaire) насеље је и општина у североисточној Француској у региону Лорена, у департману Вогези која припада префектури Сен Дије де Вогез.
По подацима из 2011. године у општини је живело 254 становника, а густина насељености је износила 36,18 становника/km². Општина се простире на површини од 7,02 km². Налази се на средњој надморској висини од 350 метара (максималној 650 m, а минималној 333 m).

## Демографија
| 1962. | 1968. | 1975. | 1982. | 1990. | 2011. |
| ----- | ----- | ----- | ----- | ----- | ----- |
| 209   | 234   | 222   | 250   | 266   | 254   |

График промене броја становника у току последњих година